# Mount Keohane
Mount Keohane ist ein 1250 m hoher Berg im ostantarktischen Viktorialand. An der Nordseite des Taylor Valley ragt er zwischen dem Kanada-Gletscher und der Huey Gully unmittelbar nordwestlich des Fryxellsees auf.
Das Advisory Committee on Antarctic Names benannte ihn 1997 nach Patrick Keohane (1878–1950), Teilnehmer an der Terra-Nova-Expedition des britischen Polarforschers Robert Falcon Scott.